# Terwingen
Die Terwingen („Waldbewohner“) waren ein Teilstamm der ostgermanischen Goten. Sie siedelten Ende des 3. Jahrhunderts bis zum Auftauchen der Hunnen in Europa im Jahr 375 in einem als Gutþiuda bezeichneten Gebiet nördlich der unteren Donau. Aus ihnen gingen sowohl die Kleingoten als auch die Visigothen – die späteren Westgoten – sowie wahrscheinlich auch die späteren Thüringer hervor.
Nach der Trennung der Goten in Terwingen und östlich des Dnestr lebende Greutungen siedelten sich die Terwingen Ende des 3. Jahrhunderts – nachdem Kaiser Aurelian die Provinz Dakien aufgegeben hatte – nördlich der unteren Donau an. Sie bewohnten somit ein Gebiet (gotisch Gutþiuda; lateinisch Gothia), das direkt an das Römische Reich angrenzte und waren mehrfach in militärische Konflikte mit den Römern verwickelt. Mit dem Hunneneinfall des Jahres 375 zerfielen die Terwingen in verschiedene Gruppierungen, die größtenteils Gutþiuda verließen. Als Visigothen siedelte ein Teil der Terwingen, sicher vor Hunnenüberfällen, auf oströmischem Boden. Während der spätantiken Völkerwanderungszeit bildeten sie als die Visigothen (spätere Westgoten) auf dem Boden des ehemaligen weströmischen Reiches ein eigenes Reich, das in der Folge der Schlacht am Río Guadalete des Jahres 711 unterging.
Die Terwingen bezeichneten sich selbst wohl auch mit Visi, „die Guten, Edlen“, dennoch unterschieden sie sich als freie Ansiedler im Barbaricum sehr von den Visigothen, die erst in einer eigenen Ethnogenese nach 376 auf dem oströmischen Reichsgebiet entstanden und in den Quellen auftauchen. Die reichsgebietlichen Visigothen wurden bereits in den Getica des Jordanes irrtümlich als Westgoten gedeutet.